# Canaples
Canaples és un municipi francès situat al departament del Somme i a la regió dels Alts de França. L'any 2007 tenia 607 habitants.

## Demografia

### Població

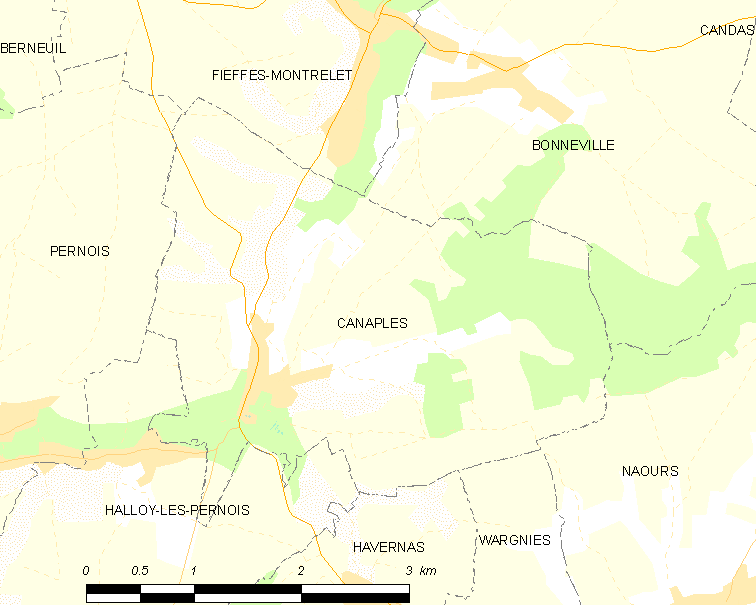
mapa del municipi

El 2007 la població de fet de Canaples era de 607 persones. Hi havia 221 famílies de les quals 45 eren unipersonals (29 homes vivint sols i 16 dones vivint soles), 74 parelles sense fills, 90 parelles amb fills i 12 famílies monoparentals amb fills.
La població ha evolucionat segons el següent gràfic:
Habitants censats

### Habitatges

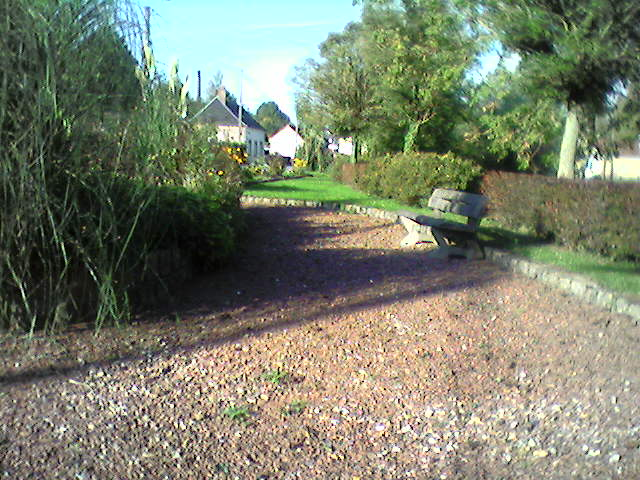

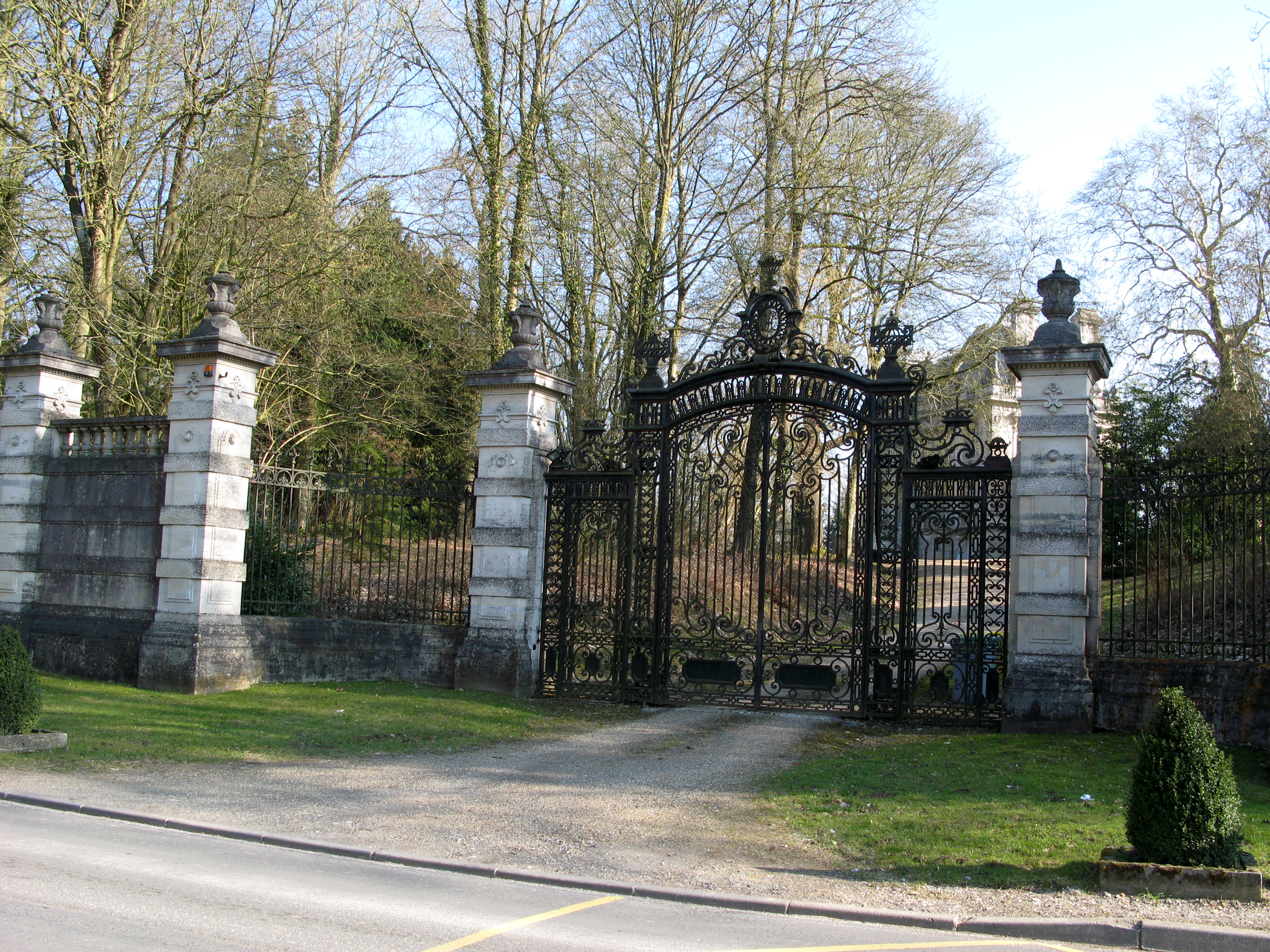
castell

El 2007 hi havia 239 habitatges, 221 eren l'habitatge principal de la família, 9 eren segones residències i 9 estaven desocupats. Tots els 235 habitatges eren cases. Dels 221 habitatges principals, 188 estaven ocupats pels seus propietaris, 26 estaven llogats i ocupats pels llogaters i 7 estaven cedits a títol gratuït; 1 tenia una cambra, 7 en tenien dues, 28 en tenien tres, 46 en tenien quatre i 139 en tenien cinc o més. 182 habitatges disposaven pel capbaix d'una plaça de pàrquing. A 90 habitatges hi havia un automòbil i a 106 n'hi havia dos o més.

### Piràmide de població
La piràmide de població per edats i sexe el 2009 era:
| Homes | Edats   | Dones |
| ----- | ------- | ----- |
| 0     | 95 o +  | 4     |
| 0     | 90 a 94 | 0     |
| 0     | 85 a 89 | 0     |
| 0     | 80 a 84 | 4     |
| 12    | 75 a 79 | 16    |
| 12    | 70 a 74 | 12    |
| 8     | 65 a 69 | 8     |
| 12    | 60 a 64 | 16    |
| 16    | 55 a 59 | 0     |
| 12    | 50 a 54 | 28    |
| 20    | 45 a 49 | 16    |
| 28    | 40 a 44 | 12    |
| 24    | 35 a 39 | 28    |
| 40    | 30 a 34 | 24    |
| 8     | 25 a 29 | 28    |
| 16    | 20 a 24 | 32    |
| 28    | 15 a 19 | 20    |
| 40    | 10 a 14 | 16    |
| 16    | 5 a 9   | 36    |
| 24    | 0 a 4   | 12    |

## Economia

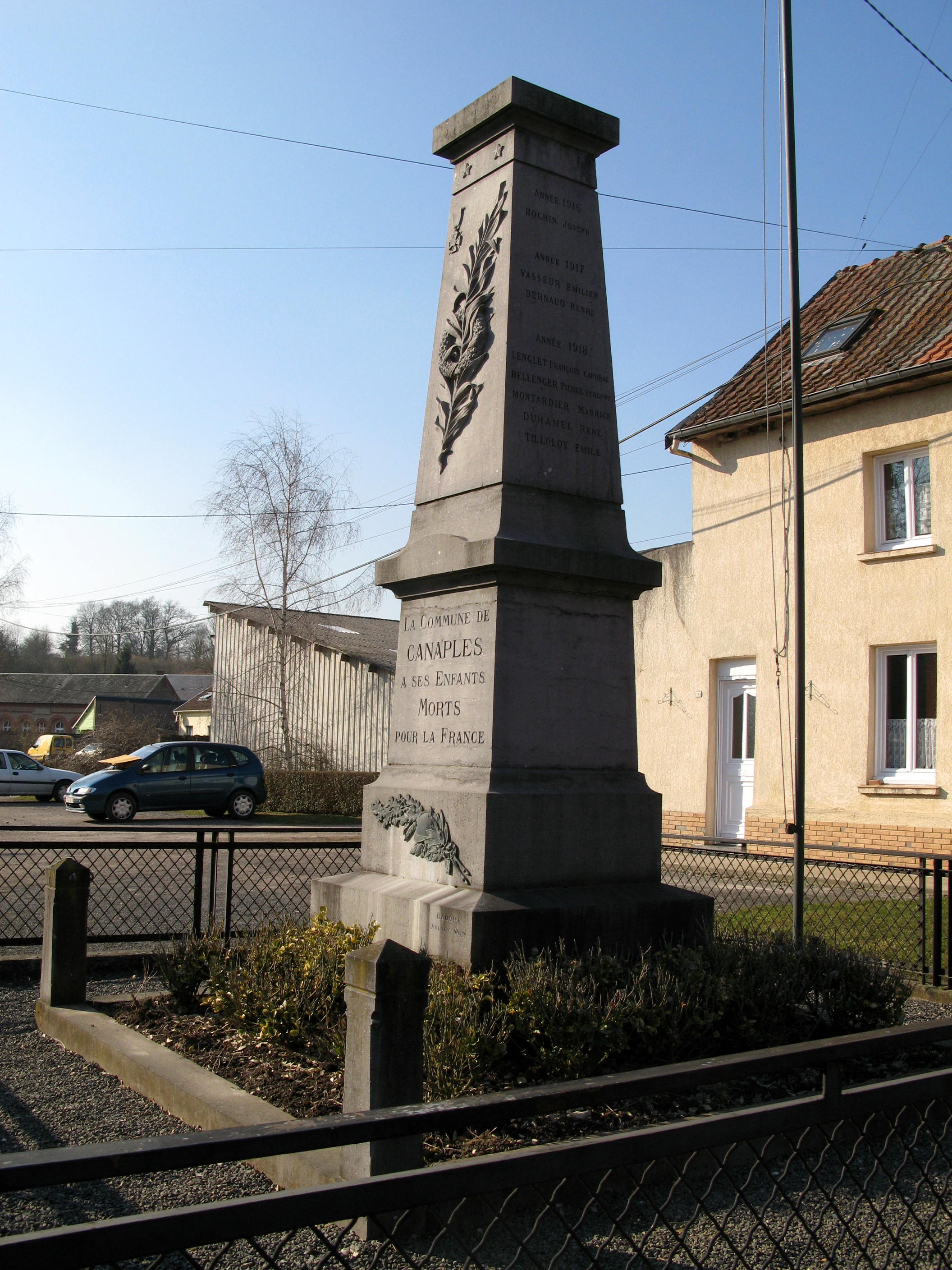
Monument

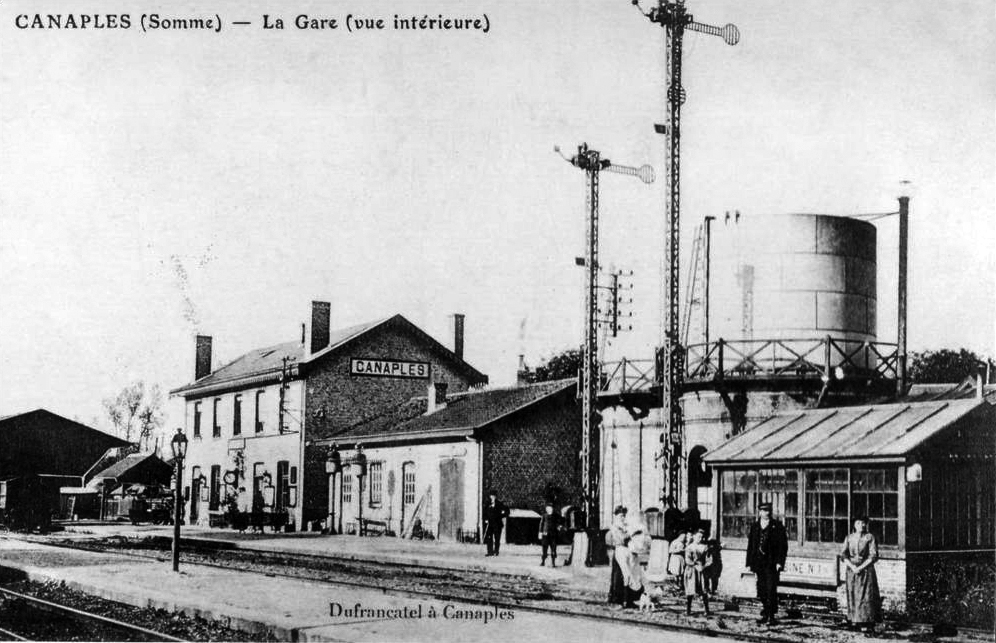
estació

El 2007 la població en edat de treballar era de 408 persones, 305 eren actives i 103 eren inactives. De les 305 persones actives 285 estaven ocupades (165 homes i 120 dones) i 19 estaven aturades (8 homes i 11 dones). De les 103 persones inactives 22 estaven jubilades, 40 estaven estudiant i 41 estaven classificades com a «altres inactius».

### Ingressos
El 2009 a Canaples hi havia 229 unitats fiscals que integraven 601,5 persones, la mediana anual d'ingressos fiscals per persona era de 18.502 €.

### Activitats econòmiques
Dels 15 establiments que hi havia el 2007, 1 era d'una empresa alimentària, 2 d'empreses de construcció, 4 d'empreses de comerç i reparació d'automòbils, 2 d'empreses de transport, 1 d'una empresa d'hostatgeria i restauració, 1 d'una empresa de serveis i 4 d'entitats de l'administració pública.
Dels 3 establiments de servei als particulars que hi havia el 2009, 1 era una oficina de correu, 1 taller de reparació d'automòbils i de material agrícola i 1 guixaire pintor.
L'únic establiment comercial que hi havia el 2009 era una carnisseria.
L'any 2000 a Canaples hi havia 10 explotacions agrícoles que ocupaven un total de 987 hectàrees.

## Equipaments sanitaris i escolars
L'únic equipament sanitari que hi havia el 2009 era una farmàcia.
El 2009 hi havia una escola elemental.

## Poblacions més properes
El següent diagrama mostra les poblacions més properes.